# Антимонати (мінерали)

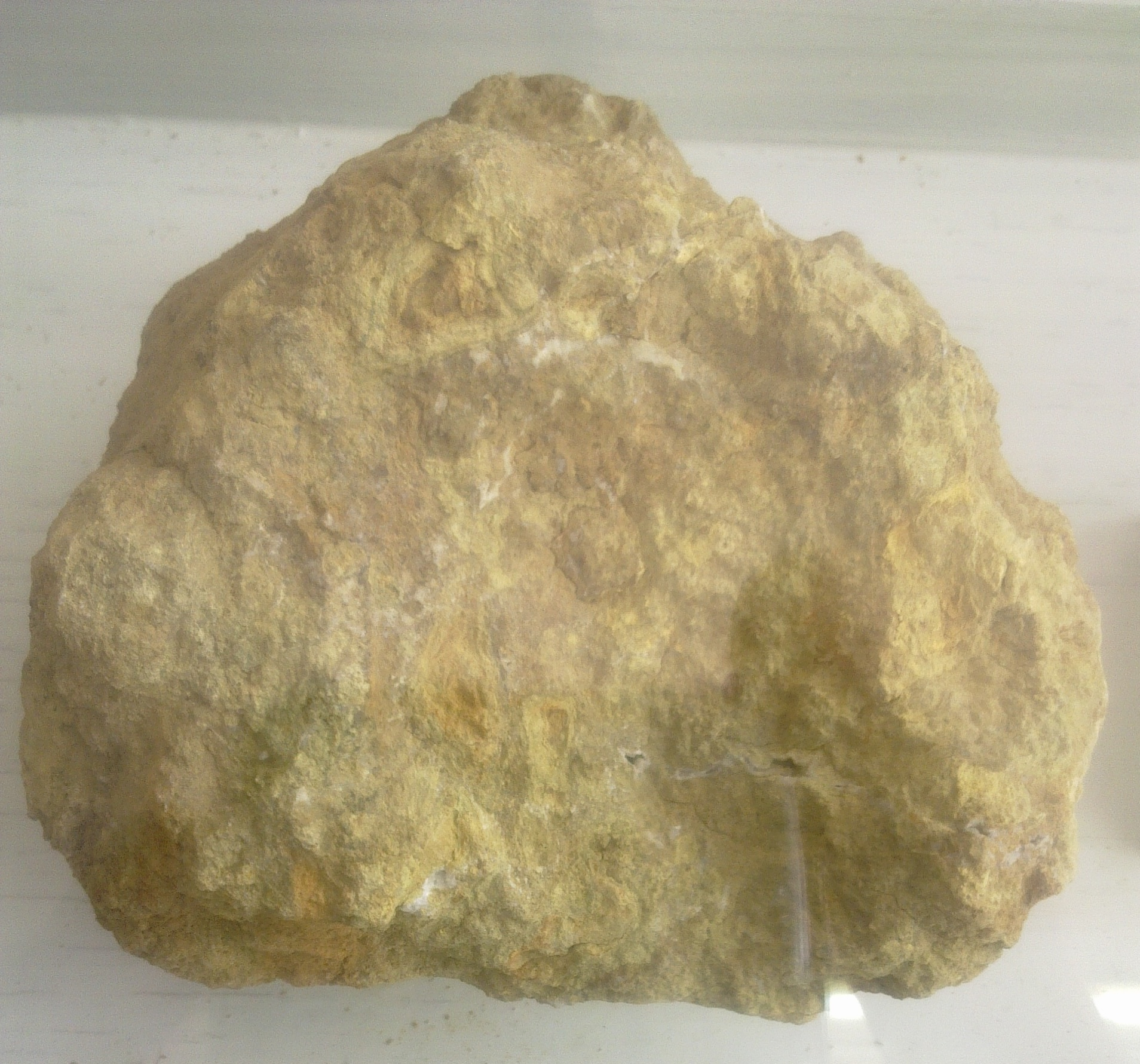
Біндгейміт

Природні антимонати — мінерали, солі стибієвих (сурм'яних) кислот — H3SbO4, H4Sb2O7 та інші. Найпоширенішим є біндгейміт Pb2Sb2(O, OH, H2O)7.